# ۴۰ قیراط (فیلم)
«۴۰ قیراط» (انگلیسی: 40 Carats (film)) فیلمی در ژانر کمدی رمانتیک و رمانتیک است که در سال ۱۹۷۳ منتشر شد. از بازیگران آن می‌توان به لیو اولمان، ادوارد آلبر، جین کلی، بینی بارنز، و نانسی واکر اشاره کرد.